# Орден Золотого правителя
Орден Золотого Правителя або Орден Тхеджо був найвищим лицарським орденом у Корейській імперії. Він був заснований 17 квітня 1897 року Коджоном Корейським, через чотири роки після заснування ним Корейської імперії.

## Історія
Влітку 1897 року Коджон Корейський почав розглядати можливість створення орденів для своєї новоствореної імперії. Для натхнення він розглянув модель європейського зразка. 17 квітня 1897 року він офіційно заснував орден. Найвищий ступінь ордена, Великий Кордон, вперше був нагороджений Коджоном Корейським, Сунджона Корейського та Лі Ина. 
Назва медалі походить від Кимчхока (金尺), яку Тхеджо, засновник династії Чосону, отримав уві сні перед сходженням на престол і набув значення правління світом. Коджон також заявив, що нагородження орденом «щасливо» призначене для тих, хто служив Кореї.
В основному його носила лише імператорська родина, але він нагороджувався як спеціальний знак імператором, коли ті, хто отримав Великий орден Сосона серед імператорської сім’ї та цивільних і військових чиновників, мали особливі заслуги.
Першим іноземцем, який отримав орден, був принц Генріх Прусський. Він отримав його 20 березня 1904 року під час свого візиту до Корейської імперії, обміну, який зазвичай спостерігається для глав іноземних держав. За десять років орденом було нагороджено 27 іноземців.
Одержувачі отримували пенсію в розмірі 600~1000 вон на рік або одноразову виплату в розмірі 2000 вон. Вважається, що орден було нагороджено занадто великою кількістю нагороджених для запланованого ступеня почесті.

## Вигляд

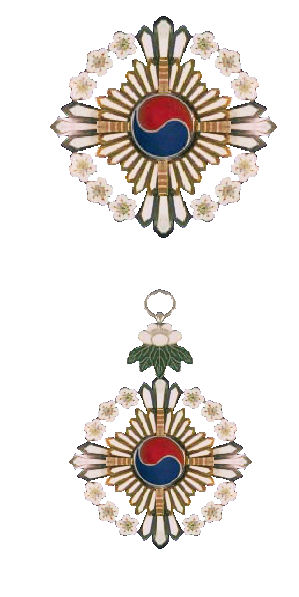
Знак і медаль ордена Золотого Правителя.

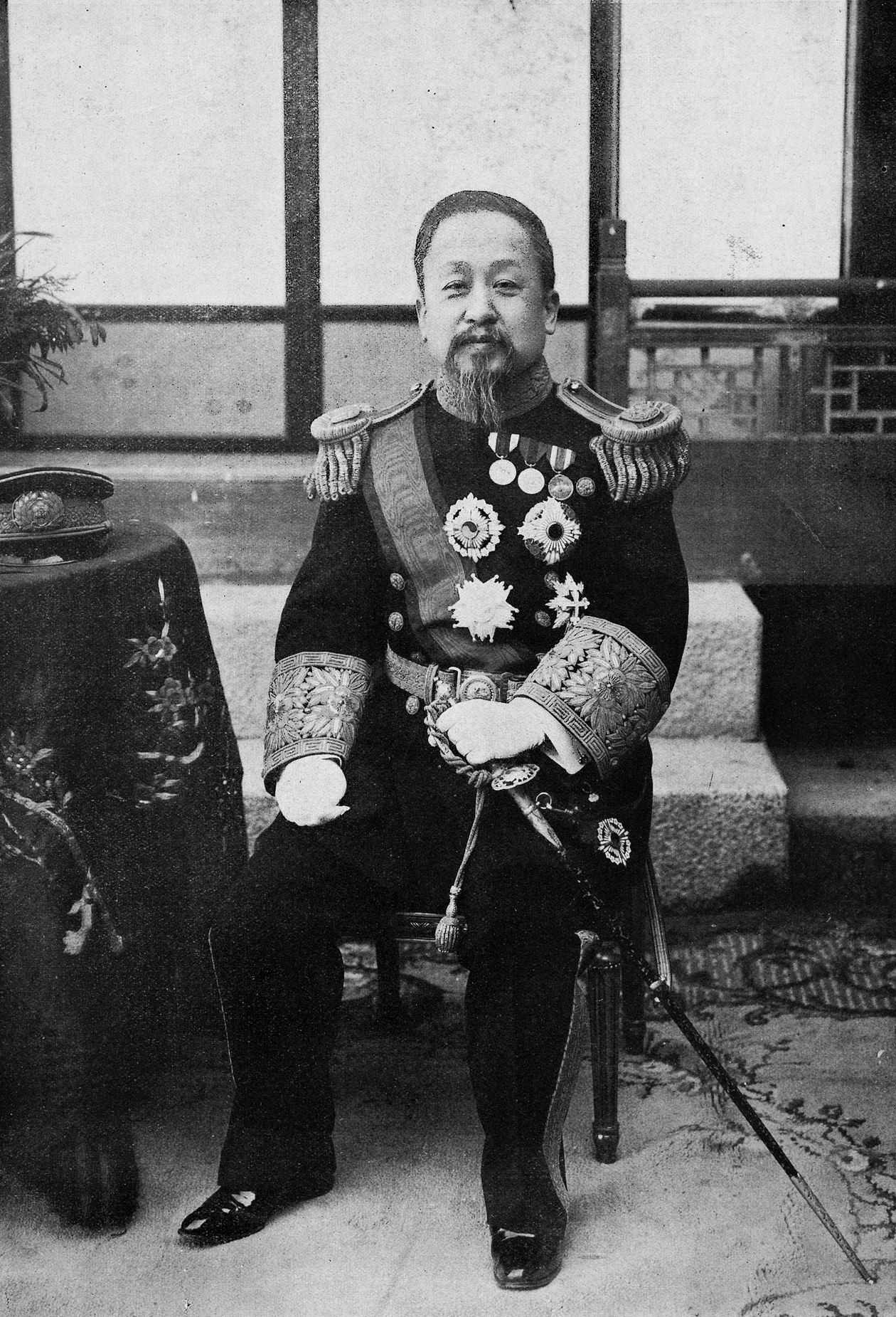
Коджон зі знаком ордена Золотого Правителя

«Нагрудний знак складається зі значка та медалі. Матеріал знака костюма (章) — золото, а діаметр — 2 чхі (寸) і 5 пхун (分), що становить 7,5 см. У центрі — синьо-червоний тхегик, загорнутий у золоту лінію, хрестоподібний золотий чхок і білі промені, що відходять від золотого чхока як вісь, а в кожному промені між променями розташовані по три білі квітки устриці. Нагрудний знак з написом Тесу, який носять з правого плеча на лівий бік. Медаль така ж, як і нагрудний знак, але її периметр становить 6 см».
Під час носіння ордену велика стрічка, що складається з червоних ліній на жовтому тлі, носилася від правого плеча до лівого боку, потім перехрещувалася на кінцях, утворюючи розетку «сливовий цвіт». Мініатюра виготовлена з того самого матеріалу, що й звичайний орден, і має круглу форму з червоним цвітом сливи в центрі та золотим патроном і зовнішньою окантовкою, що його оточує і зазвичай вішається в отвір ґудзика лівого лацкана.